# Фрідріх-Вільгельм фон Роткірх унд Пантен
Фрідріх-Вільгельм Оскар Сигізмунд Деодат фон Роткірх унд Пантен (нім. Friedrich-Wilhelm Oskar Sigismund Deodat von Rothkirch und Panthen; 16 лютого 1884, Дармштадт — 24 грудня 1953, Трір) — німецький воєначальник, генерал-лейтенант вермахту. Кавалер Лицарського хреста Залізного хреста.

## Біографія
Син генерал-лейтенанта Адальберта фон Роткірха унд Пантена. 24 лютого 1902 року вступив в Імперську армію. Учасник Першої світової війни. 31 серпня 1922 року звільнений у відставку. 1 жовтня 1933 року повернувся на службу. З 12 жовтня 1937 року — командир 49-го піхотного полку. Учасник Польської кампанії. З 1 листопада 1939 року — командир 13-ї моторизованої (з 11 жовтня 1940 року — танкової) дивізії. Учасник Французької кампанії. Після початку Німецько-радянської війни важко захворів і 25 червня 1941 року був знятий з посади і відправлений в резерв ОКГ. Після одужання з 15 червня по 9 липня 1942 року — командувач охоронними частинами тилового району групи армій «A». З 5 жовтня по 23 листопада 1942 року — комендант 585-го тилового району. З 1 квітня по 25 вересня 1943 року — командир 148-ї резервної дивізії, після чого  відправлений в резерв ОКГ. 1 жовтня 1943 року переданий в розпорядження ОКГ, в листопаді — в розпорядження 8-го армійського корпусу. 31 листопада 1943 року звільнений у відставку. В 1945 році призначений начальником «Південного особливого штабу» при командувачі вермахтом в Данії. В червні 1945 року потрапив в британський полон. 16 квітня 1947 року звільнений.

## Сім'я
22 вересня 1910 року одружився з Анною фон Кекніц. В шлюбі народились 2 синів і 3 дочки. 21 липня 1922 року розлучився. 20 листопада 1922 року одружився з Ельзою фон Мольтке.

## Звання
- Лейтенант (18 серпня 1903)
- Оберлейтенант (18 серпня 1911)
- Ротмістр (10 вересня 1941)
- Майор запасу (1 вересня 1922)
- Майор у відставці (15 травня 1934)
- Майор служби комплектування (15 березня 1935)
- Оберстлейтенант (1 вересня 1935)
- Оберст (1 березня 1937)
- Генерал-майор (1 серпня 1939)
- Генерал-лейтенант (1 серпня 1940)

## Нагороди
- Залізний хрест 2-го і 1-го класу
- Почесний хрест ветерана війни з мечами
- Медаль «За вислугу років у Вермахті» 4-го, 3-го, 2-го і 1-го класу (25 років)
- Застібка до Залізного хреста
  - 2-го класу (21 вересня 1939)
  - 1-го класу (1 жовтня 1939)
- Лицарський хрест Залізного хреста (15 серпня 1940)
- Хрест Воєнних заслуг 2-го класу з мечами (1 вересня 1943)